# Glee: The Music, The Christmas Album
Glee: The Music, The Christmas Album je soundtrackové album z amerického televizního seriálu Glee. Obsahuje písně z desáté epizody druhé série s názvem Vánoce. Album vyšlo 9. listopadu 2010.

## Tracklist
| Číslo skladby | Název skladby                        | Autoři skladby                     | Původní interpret(i)                    | Délka |
| ------------- | ------------------------------------ | ---------------------------------- | --------------------------------------- | ----- |
| 1             | "We Need a Little Christmas"         | Jerry Herman                       | Angela Lansburyová v muzikálu Mame      | 2:45  |
| 2             | "Deck the Rooftop"                   | Tradiční/Benjamin Hanby            | Tradiční                                | 2:32  |
| 3             | "Merry Christmas Darling"            | Frank Pooler and Richard Carpenter | The Carpenters                          | 3:04  |
| 4             | "Baby, It's Cold Outside"            | Frank Loesser                      | Frank Loesser a Lynn Garland            | 2:48  |
| 5             | "The Most Wonderful Day of the Year" | Johnny Marks                       | Ve filmu Rudolph the Red-Nosed Reindeer | 2:02  |
| 6             | "Last Christmas"                     | George Michael                     | Wham!                                   | 3:37  |
| 7             | "God Rest Ye Merry Gentlemen"        | Tradiční                           | Tradiční                                | 3:11  |
| 8             | "O Christmas Tree"                   | Tradiční                           | Tradiční                                | 3:02  |
| 9             | "Jingle Bells"                       | James Lord Pierpont                | Edison Male Quartette                   | 2:56  |
| 10            | "You're a Mean One, Mr. Grinch"      | Albert Hague and Ted Geisel        | Thurl Ravenscroft ve filmu Grinch       | 3:20  |
| 11            | "Angels We Have Heard on High"       | Tradiční                           | Tradiční                                | 4:24  |
| 12            | "O Holy Night"                       | Tradiční                           | Tradiční                                | 5:01  |

## Interpreti
- Dianna Agron
- Chris Colfer
- Jane Lynch
- Jayma Mays
- Kevin McHale
- Lea Michele
- Cory Monteith
- Heather Morris
- Matthew Morrison
- Amber Riley
- Naya Rivera
- Mark Salling
- Jenna Ushkowitz

### Hostující interpreti
- Darren Criss
- Chord Overstreet

### Vokály
- Adam Anders
- Nikki Anders
- Kala Balch
- Ravaughn Brown
- Kamari Copeland
- Tim Davis
- Missi Hale
- Jon Hall
- k.d. lang
- Storm Lee
- David Loucks
- Onitsha Shaw
- Windy Wagner

## Datum vydání
| Oblast                 | Datum vydání       |
| ---------------------- | ------------------ |
| Německo                | 9. listopadu 2010  |
| Austrálie              | 16. listopadu 2010 |
| Kanada                 | 16. listopadu 2010 |
| Mexiko                 | 16. listopadu 2010 |
| Irsko                  | 16. listopadu 2010 |
| Nizozemsko             | 16. listopadu 2010 |
| Švýcarsko              | 16. listopadu 2010 |
| Spojené státy americké | 16. listopadu 2010 |
| Irsko                  | 19. listopadu 2010 |
| Tchaj-wan              | 19. listopadu 2010 |
| Dánsko                 | 22. listopadu 2010 |
| Finsko                 | 22. listopadu 2010 |
| Nový Zéland            | 22. listopadu 2010 |
| Norsko                 | 22. listopadu 2010 |
| Portugalsko            | 22. listopadu 2010 |
| Španělsko              | 23. listopadu 2010 |
| Spojené království     | 29. listopadu 2010 |
| Polsko                 | 6. prosince 2010   |